# Ventotene
Ventotene er en italiensk ø i øgruppen Pontinske øer i det Tyrrhenske hav mellem Rom og Napoli. Øen udgør en selvstændig kommune. Den har et areal på 1,5 km² og har 633 indbyggere. Øen er af vulkansk oprindelse, og det højeste punkt er 133 m.o.h. Der er færgeforbindelse til Formia på fastlandet og til naboøen Ponza.
På øen findes rester af en romersk villa. Det var hertil, at kejser Tiberius i år 29 forviste sin slægtning Agrippina, som fire år siden døde af sult på øen. På øen kan også besøges fem store vandcisterner fra romersk tid, der brugtes til opsamling af regnvand, idet der mangler ferskvand på øen.
Efter romertiden blev øen imidlertid forladt. Først i 1700-tallet kom der igen permanent beboelse på øen efter befaling fra kong Ferdinando IV af Napoli. Størsteparten af den gamle by er således opført på dette tidspunkt, bl.a. det nuværende rådhus, der oprindeligt er opført som fæstning.
Under fascismen blev øen brugt til forvisning af politiske modstandere af styret, blandt disse var den senere italienske præsident, Sandro Pertini, og den senere EU-kommissær, Altiero Spinelli, som var initiativtager til det såkaldte Manifesto di Ventotene i 1941, der slog til lyd for et forstærket samarbejde mellem de europæiske lande for at undgå fremtidige krige i Europa.
Fra Ventotene er det muligt på guidede ture at besøge naboøen, Santo Stefano, 2 km øst for Ventotene.